# Il mondo che non c'è
Il mondo che non c'è è l'album d'esordio del rapper Chief pubblicato a nome Chief & Soci, pubblicato con la collaborazione di Huda, DJ Enzo e Phase II. L'album è stato stampato su CD, vinile e musicassetta.
Per la canzone Mazz' E Panell' è stato realizzato un video musicale.

## Tracce
1. Soci (prod. da DJ Enzo)
2. Vivrei di te (feat. Irene Lamedica) (prod. da Prozac, Steve Dub e Roberto Baldi)
3. R.A.W. (feat. da Phase 2) (prod. da DJ Jad)
4. Mazz' e panell' (feat. La Famiglia) (prod. da DJ Jad)
5. Il mondo che non c'è (prod. da DJ Enzo)
6. Keepin' it (feat. Left Side, Shabazz e Next One) (prod. da The NextOne)
7. Ciò che è fatto... (prod. da DJ Enzo)
8. Massacration (feat. Phase 2) (prod. da DJ Enzo)
9. Affari di famiglia (prod. da The NextOne)
10. Adrenaline (feat. Kaos&Sean) (prod. da Kaos & Sean)
11. Il mio tempo (feat. Lola Feghaly) (prod. da DJ Enzo)
12. Passa me (prod. da DJ Enzo)